# Курт Вебер
Курт Вѐбер (на полски: Kurt Weber) е полски филмов оператор, режисьор и педагог, преподавател в Лодзкото филмово училище и Майнцкия университет.
Роден е на 24 май 1928 година в град Чешин, в еврейско семейство. През 1953 година завършва операторско майсторство и режисура в Лодзкото филмово училище. През 1956 година печели голямата награда от филмовия фестивал в Карлови Вари за режисирания и заснет от него документалния филм „Под едно небе“ (на полски: Pod jednym niebem). В операторската си кариера сътрудничи с режисьори като Чеслав Петелски („База от умрели хора“), Кажимеж Куц („Хората от влака“), Ян Ломницки („Зестрата“), Александер Шчибор-Рилски („Късно следобед“, „Убиецът оставя следи“), Тадеуш Конвицки („Задушница“, „Салто“) и Януш Маевски („Болницата“).
В резултат на „мартенските събития“ в Полша и последвалата антисемитска кампания, през 1969 година имигрира във Западна Германия. Там преподава операторско майсторство в редица учебни заведения. От 1979 година е професор в Майнцкия университет. Умира на 4 юни 2015 година в Майнц.